# Trenton Capitols (1975-1976)
I Trenton Capitols sono stati una franchigia di pallacanestro della EBA, con sede a Trenton, nel New Jersey, attivi tra il 1975 e il 1976.
Nella loro unica stagione terminarono con un record di 6-16, non qualificandosi per i play-off. Scomparvero al termine del campionato.

## Stagioni
| Stagione | Lega | Denominazione    | V | P  | %    | Piazzamento | Play-off |
| -------- | ---- | ---------------- | - | -- | ---- | ----------- | -------- |
| 1975-76  | EBA  | Trenton Capitols | 6 | 16 | 26,1 | 6º          | -        |